# 万向集团
万向集团（Wanxiang Group）创立于1969年，位于杭州萧山，主要从事汽车零部件制造业，目前拥有万向节、轴承、等速驱动轴、传动轴、制动器、减震器、滚动体、橡胶密封件8大系列，以及悬架、制动2大系统产品。另外也从事房地产、旅游、农产品、金融、能源、金属資源等行业。集团創辦人为鲁冠球，现任董事長為魯偉鼎。现有32家专业制造企业，在中国形成了4平方公里制造基地，拥有国家级技术中心、国家级实验室、博士后科研工作站。2005年营业收入252.15亿元，利税12.40亿元，出口创汇8.18亿美元。

## 历史
前身为浙江省萧山县的宁围公社农机修配厂，由鲁冠球接办，主要生产万向节。
1990年成为浙江省计划单列集团，1997年成为国务院120家试点企业集团，1999年被列为全国520户重点企业，并荣获首届中国工业大奖。
2012年12月10日，萬向集團美國公司（Wanxiang America Corp.）以近2.6億美元的價格成功標得美國破產電池生產商 A123 Systems 公司資產。2014年2月16日，萬向集團美國公司以約1.492億美元(包括1.262億美元現金及承擔800萬美元的債務）的價格成功標得美國插電式混合動力跑車製造商菲斯克汽车的破產資產。

## 子公司
- 万向工业集团
- 万向电动汽车有限公司
- 万向美国公司
- 万向三农集团公司，服务于“农业、农村、农民”、回馈农业的战略平台[3]
- 中国万向控股公司，从事股权投资、行业管理的产业投资
- 万向财务公司
- 顺发恒业(地产业)[4]
- 万向资源，从事金融、能源、金属資源
- 萬向區塊鏈實驗室

## 规模
- 2007年度中国企业500强第127位，制造业第58位
- 中国工业企业1000大第60位
- 机械行业第15位
- 汽车行业第8位
- 汽车零部件业第1位[2]

## 參股企業
- 华谊兄弟
- 广汽集团
- 浙商銀行
- 承德露露
- 琥珀能源
- 中色建设
- 航天动力
- 航民股份
- 兔宝宝